# Synchytrium endobioticum
Synchytrium endobioticum is een schimmel die wratziekte veroorzaakt bij de aardappel. Het is een eencellige, obligaat parasitaire schimmel en kan dus alleen op levende planten leven. De schimmel kwam oorspronkelijk alleen voor in de Andes in Zuid-Amerika, maar nu komt de schimmel wereldwijd verspreid voor. Wratziekte is in Nederland een quarantaineziekte met strenge wettelijke regelingen.
Synchytrium endobioticum vormt geen mycelium zoals de Chytridiales, maar tot 40 jaar kiemkrachtige sori. Hierin kunnen tot 300 zoösporen gevormd worden. Een sorus is een kenmerk van de familie Synchytriaceae.
In het voorjaar komen uit de sporangiën beweeglijke zoösporen, die de epidermiscellen binnendringen. In de geïnfecteerde cellen worden zomersporangiën gevormd, waaruit de nieuwe zoösporen komen. De geïnfecteerde cellen zwellen op en delen zich, waardoor er wratten ontstaan.
Onder bepaalde voor de schimmel slechte groeiomstandigheden fuseren twee zoösporen tot een zygote. De waardplantcellen met de zygote delen zich en vormen eventueel de wand van een nieuw wintersporangium. In de herfst verrotten de wratten, waardoor de dikwandige rustsporen in de grond vrij komen. De diploïde rustsporen (pro-sori) ondergaan na een rustperiode een meitotische deling en meerdere mitotische delingen en vormen zo sori.

## Resistentie
Wereldwijd zijn er ten minste 18 fysio's bekend. Fysio 1 komt het meest voor. In Noordoost-Nederland komen de fysio's 2, 6 en 18 voor en in Zuidoost-Nederland fysio 1.
Op besmette grond is aardappelteelt alleen toegestaan met resistente rassen.